# آلفوس ویلیامز
آلفوس استارکی ویلیامز (انگلیسی: Alpheus S. Williams) (زاده:۲۹ سپتامبر ۱۸۱۰ - درگذشته:۲۱ دسامبر ۱۸۷۸ ) یک وکیل، قاضی، روزنامه‌نگار، عضو مجلس نمایندگان ایالات متحده آمریکا و فرمانده ارتش اتحادیه در طول جنگ داخلی آمریکا بود.

## آغاز زندگی
وی در ۲۰ سپتامبر ۱۸۱۰ در دیپ ریور، کنتیکت زاده شد. در سن هشت سالگی پدر و در هفده سالگی مادرش را از دست داد. اما با ارثیه ۷۵ هزار دلاری که به او رسیده بود، موفق شد در سال ۱۸۳۱ در رشته حقوق از دانشگاه ییل فارغ‌التحصیل شود. پس از آن در دوره ای بین سال‌های ۱۸۳۴ تا ۱۸۳۶ به گشت و گذار پرداخت و به بسیاری از نقاط ایالات متحده و اروپا سفر کرد. در این هنگام به صورت مستقل و انفرادی به آموزش نظامی و فراگیری فنون جنگی پرداخت. ویلیامز آشنایی خود را به تاریخ نظامی اروپا بیشتر کرد به ویژه اینکه وی شیفته تاریخ نظامی فرانسه بود. او بسیاری از میدان‌های تاریخی نبرد، جنگ‌افزارهای جنگی و موزه‌های نظامی را بازدید کرد و با کسب تجربه بر دانش نظامی خود افزود.
در پایان همان سال به دیترویت بازگشت و در سپاه داوطلبان محلی نام‌نویسی کرد. وی در سال ۱۸۴۰ به عنوان وکیل و کارشناس حقوقی در زمینه انحصار وراثت در شهرستان وین، میشیگان مشغول به‌کار شد و سپس در سال ۱۸۴۴ در روزنامه دیلی دیترویت سرپرستی بخش آگهی آن را بر عهده داشت.
وی در همان سال‌ها با همسر نخست خود، جین نی لارند ازدواج کرد که حاصل این ازدواج پنج فرزند بود (دو تن از فرزندان آن‌ها در سنین کودکی مرده بودند). همسرش نیز در سال ۱۸۴۸ درگذشت. ویلیامز در سال ۱۸۷۵ با همسر دوم خود مارتا تیلمن ازدواج کرد. با آغاز جنگ آمریکا و مکزیک وی به قصد پیوستن به ارتش داوطلبان میشیگان، شهر را ترک کرد و با درجه سرهنگ دومی در جنگ حضور یافت. پس از پایان جنگ در سال ۱۸۵۵ فرماندهی یک گروهان پیاده‌نظام سبک دیترویت را که در حال فروپاشی و نابودی قرار داشت بر عهده گرفت و آن را دوباره سازماندهی کرد. بعدها در سال ۱۸۵۹ با افزوده شدن به نیروها و شکل‌گیری دو گروهان، ویلیامز یک گردان را سازماندهی و خودش به عنوان سرگرد فرماندهی آن را بر عهده گرفت. با آغاز جنگ داخلی مجوز ادامه فعالیت از سوی پایتخت برای ویلیامز فرستاده شد. در نخستین روزهای پرالتهاب جنگ نیروهای داوطلب میشیگان به عنوان نخستین نیروهای غربی به واشینگتن اعزام شدند.

## جنگ داخلی

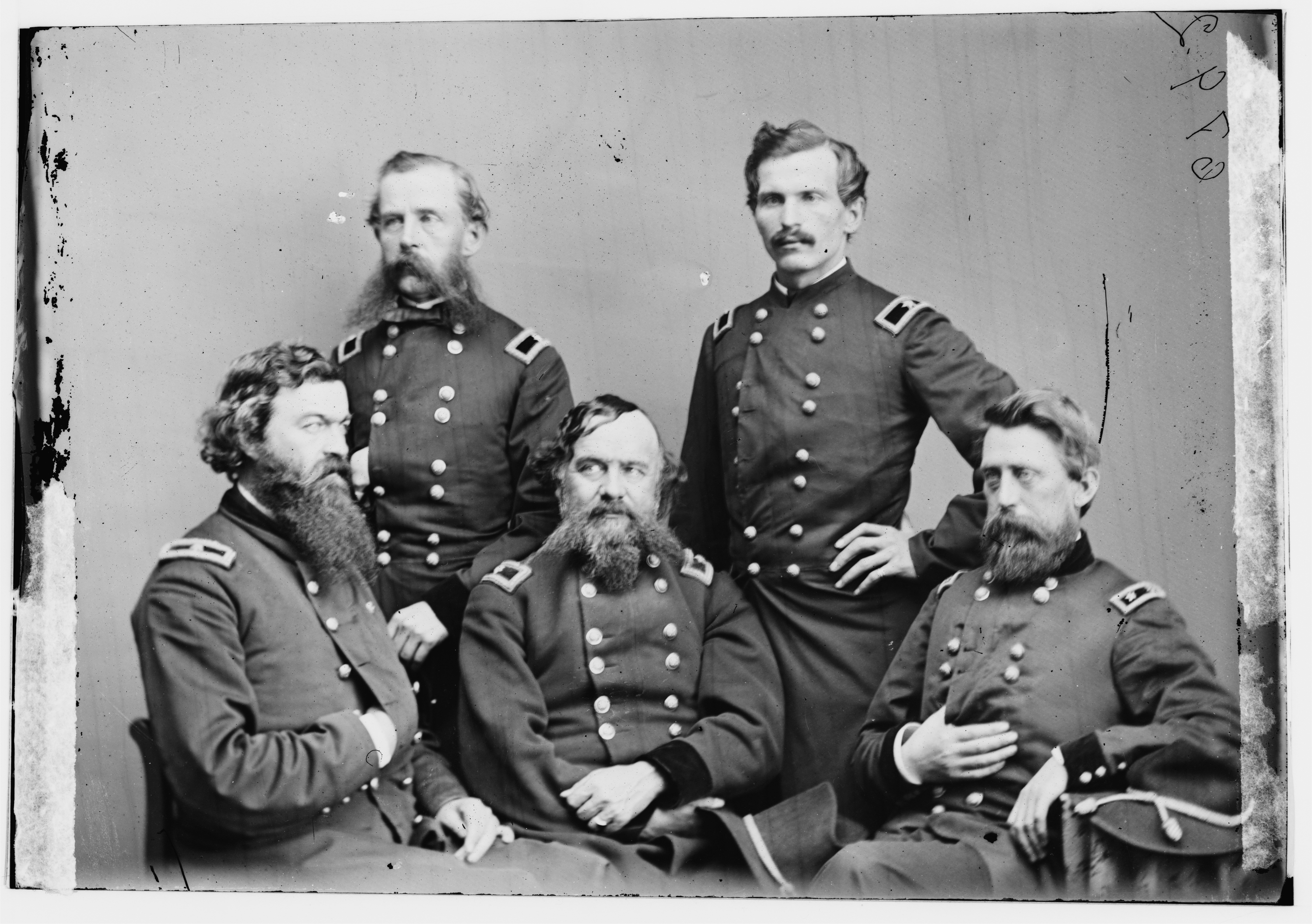
آلفوس استارکی ویلیامز در سال 1860

در ماه مه، ویلیامز به درجه سرتیپی (Brigadier General) ارتقا یافت و در ماه اکتبر به فرماندهی یک تیپ پنج هزار نفری تحت فرمان ژنرال بنکز برگزیده شد. مقر وی در دارنستوون، مریلند بود که پس از آن از ژانویه تا مارس ۱۸۶۲در دورترین بخش ارتش پوتوماک در هنکاک، مریلند مستقر بود. ویلیامز به همراه نیروهایش برای شرکت در عملیات مریلند به ارتش پوتوماک پیوستند. در سپتامبر همان سال سیزده تن از سربازانش به‌طور اتفاقی یک بسته از پیام‌های سری ارتش دشمن موسوم به فرمان ویژه ۱۹۱ پیدا کردند. این بسته حاوی پیام‌ها و فرمان‌های ژنرال لی فرمانده ارتش ویرجینیای شمالی به دیگر افسران جنوبی بود. در طی نبرد آنتی تام وی فرمانده تیپ یکم ارتش دوازدهم اتحادیه به فرماندهی سرلشکر جوزف مانسفیلد بود. پس از کشته شدن ژنرال مانسفیلد در زمان‌های آغازین نبرد، ویلیامز به عنوان جانشین، نیروهای لشکر دوزادهم ارتش اتحادیه را در ادامه نبرد رهبری کرد. پس از آنتی تام وی نیروهایش را به سمت هارپرز، ویرجینیای غربی پیش راند و با فرارسیدن زمستان در نزدیکی فرفکس، ویرجینیا اردو زد. پس از آن در چندین اردوکشی و نبرد بزرگ به عنوان بخشی از نیروهای سرلشکر ژوزف هوکر علیه ارتش کنفدراسیون به فرماندهی استون‌وال جکسن حضور یافت. در ژانویه ۱۸۶۳ به وی مأموریت داده شد تا ارتش ویرجینیای شمالی به فرماندهی ژنرال لی که در حال پیشروی به سوی گتیسبرگ بود تعقیب کند. ویلیامز در نخستین روز نبرد گتیسبرگ حضور یافت. در طی نبرد وی بر روی تپه کالپ در موقعیت دفاعی قلاب شکل ژنرال مید مستقر بود و وظیفه دفاع از جناح راست ارتش اتحادیه را بر عهده داشت. پس از پیروزی ارتش اتحادیه در گتیسبرگ، وی به تعقیب ارتش ژنرال لی پرداخت و در ماه سپتامبر پس شکست ارتش اتحادیه در نبرد چیکامائوگا به وی فرمان داده شد که به لشکر ژنرال شرمن بپیوندد. وی زمستان را در باتلاق‌های تنسی برای پاسداری از خطوط راه‌آهن در طی عملیات تولاهوما سپری کرد و با فرارسیدن بهار به ارتش ژنرال شرمن در کمپین آتلانتا پیوست. ارتش اتحادیه در این عملیات کامیابی بسیاری بدست آورد و در پیشبرد اهداف جنگ جهت پیروزی اتحادیه در جنگ نقش اساسی ایفا کرد.

## پس از جنگ
ویلیامز برخلاف دیگر فرماندهان ارتش اتحادیه دانش‌آموخته وست پوینت نبود. اما با وجود این سربازانش به دلیل رفتارهای پدرانه ای که با آن‌ها داشت وی را با نام مستعار «پدر» صدا می‌زدند. وی از مرگ هر سربازش بسیار اندوهگین می‌شد. وی در نامه ای به یکی از دخترانش بنام مری نوشته بود: در آغاز نبرد من مایل بودم در میدان نبرد بتازم. اما اکنون احساس من چیزی جز غم و اندوه نیست و با بیزاری از این میدان‌ها می‌گذرم. به ویژه هنگامی که پیراهن‌های آبی (یونیفرم ارتش اتحادیه) در سرتاسر میدان افتاده بر روی زمین می‌بینم. هیچ‌کس با دیدن این مردگان نمی‌تواند دچار اشتباه شود. این پسرها برای مدت زیادی همانند یک دوست با من بودند و من نمی‌توانم خاطرات یک یک آن‌ها را بیاد بیاورم اما می‌توانم اندوهی را که در هر خانه وجود دارد احساس کنم. آه مری! چگونه قلبم را از این درد تسکین دهم.
ویلیامز در ۱۸ ژانویه ۱۸۶۶ مانند بسیاری از فرماندهان اتحادیه از ارتش کناره‌گیری و به سیاست روی آورد. وی به عنوان وزیر خود مختار سان سالوادور (ال سالوادور کنونی) برگزیده شد و تا سال ۱۸۶۹ در آن مقام برجا ماند. پس از آن به‌طور ناموفق در دو حزب دموکرات و جمهوری‌خواه به فعالیت پرداخت. پس از آن در سال ۱۹۷۵ به عنوان نامزد یکم میشیگان از حزب دموکرات در انتخابات کنگره چهل و پنجم شرکت کرد و با پیروزی در انتخابات توانست به کاخ کنگره آمریکا راه پیدا کند. ویلیامز پس از رنج بسیاری که بر اثر یک سکته ناقص متحمل شده بود در ۲۱ دسامبر ۱۸۷۸ درگذشت. وی را در قبرستان الموود، دیترویت در میشیگان به‌خاک سپردند.